# 漫畫嫌韓流
《漫畫嫌韓流》是日本漫畫家山野車輪的漫畫作品。漫畫原以《CHOSEN》之名在作者網站發布，後於於2005年7月26日由晉遊舍在日本出版發售，引起社會極大迴響，亦成為日本各大書店的暢銷書，在日本亞馬遜名列書籍類第一。到2009年此系列漫畫已出版了四集。

## 背景
2002年，日韓共同舉行世界盃，韓國隊超越日本隊晉級；同時韓國文化亦開始流行（即所謂「韓流」現象），電視劇、流行樂、電影等韓國流行文化作品風靡日本以及亞洲各國。晉遊舍編輯Akihide Tange接受《紐約時報》訪問時表示，日本國內的反韓情緒正值此時爆發。《漫畫嫌韓流》一書封面則宣稱：「傳媒隱藏的還有一股韓流，那就是……『嫌韓流』！！」

## 內容
該漫畫主要批評韓國的民族性，表示朝鮮日治時期對朝鮮利多於弊，形容韓國人是忘恩負義、衝動、非文明及橫蠻無理的民族，甚至連「韓國影視文化」都是抄襲日本而來。除此以外，內容亦批評韓國侵佔日本的竹島（韓國稱獨島）及經濟文化入侵。最后結論是：日本人不用反省歷史，韓國人卻應反省對日本的態度。
從「嫌韓流」一書的暢銷情況來看，日本民間的「反韓情緒」顯然有相當市場，日本民間對韓國人的厭惡，以及韓國人對日本人的仇視現象其實一直存在。

## 效應與反擊
為韓國慰安婦爭取權益的日本人Toshio Hanafusa接受美聯社訪問，認為此書之所以受歡迎，歸因於日本年輕人對自國缺乏信心及期望。「也許他們以為，日本更決斷，他們會更感自豪。為日本歷史洗去罪咎感，正能夠激起這種榮譽感。」
 一之橋大學的歷史學者Yutaka Yoshida也認為「即使內容歪曲史實，讀者也覺得無所謂」，因為他們「缺乏自信，需要治瘉心靈的故事。」
為了反制《漫畫嫌韓流》，韓國漫畫家金城模（김성모）的漫畫作品《嫌日流》（혐일류）在2006年發售。

## 相關書籍
- 《漫畫嫌韓流》 山野車輪作 晉遊舍出版 2005年7月26日發行 ISBN 488380478X
- 《漫畫嫌韓流2》 山野車輪作 晉遊舍出版 2006年2月22日發行 ISBN 4883805166
- 《漫畫嫌韓流3》 山野車輪作 晉遊舍出版 2007年8月28日發行 ISBN 9784883806300
- 《漫畫嫌韓流4》 山野車輪作 晉遊舍出版 2009年4月30日發行 ISBN 9784883809448
- 《漫畫嫌韓流官方導覽手冊》 晉遊舍出版 ISBN 4883805174
- 《漫畫嫌韓流的真實！》 別冊寶島編 寶島社出版 ISBN 4796649735
- 《嫌韓流實踐手冊》 櫻井誠著 晉遊舎出版  ISBN 4883805026
- 《嫌韓流實踐手冊2》 櫻井誠著 晉遊舎出版  ISBN 4883805468
- 《嫌日流》（日文版） 佯病説作 有學書林出版 2006年7月發行 ISBN 4-901757-05-9
- 《漫畫嫌日流》（日文版） 金城模作 晉遊舍出版 2007年5月發行 ISBN 978-4-88380-619-5

## 資料來源
1. ↑  山野車輪：車輪PRESENTS極東 （页面存档备份，存于） 網站。
2. 1 2 3  知日部屋：《嫌韓流》：日本ACG的關東軍 （页面存档备份，存于） 作者：吳偉明（香港中文大學日本研究學系副教授）（2005年8月8日）
3. 1 2  ONISHI Norimitsu, Ugly Images of Asian Rivals Become Best Sellers in Japan （页面存档备份，存于）, 載美國《紐約時報》，2005年11月19日。
4. ↑  美聯社：[ Ultranationalist manga gain popularity in Japan as regional tensions rise]，2005年12月1日。

## 外部連結
- 《漫畫嫌韓流》官方網頁
- 《漫畫嫌韓流2》官方網頁

### 相關報導
- （繁體中文）聯合動漫週記 （页面存档备份，存于）
- （繁體中文）TVBS （页面存档备份，存于）
- （日語）アキバBlog （页面存档备份，存于）